# Karlheinz Ritter von Traitteur

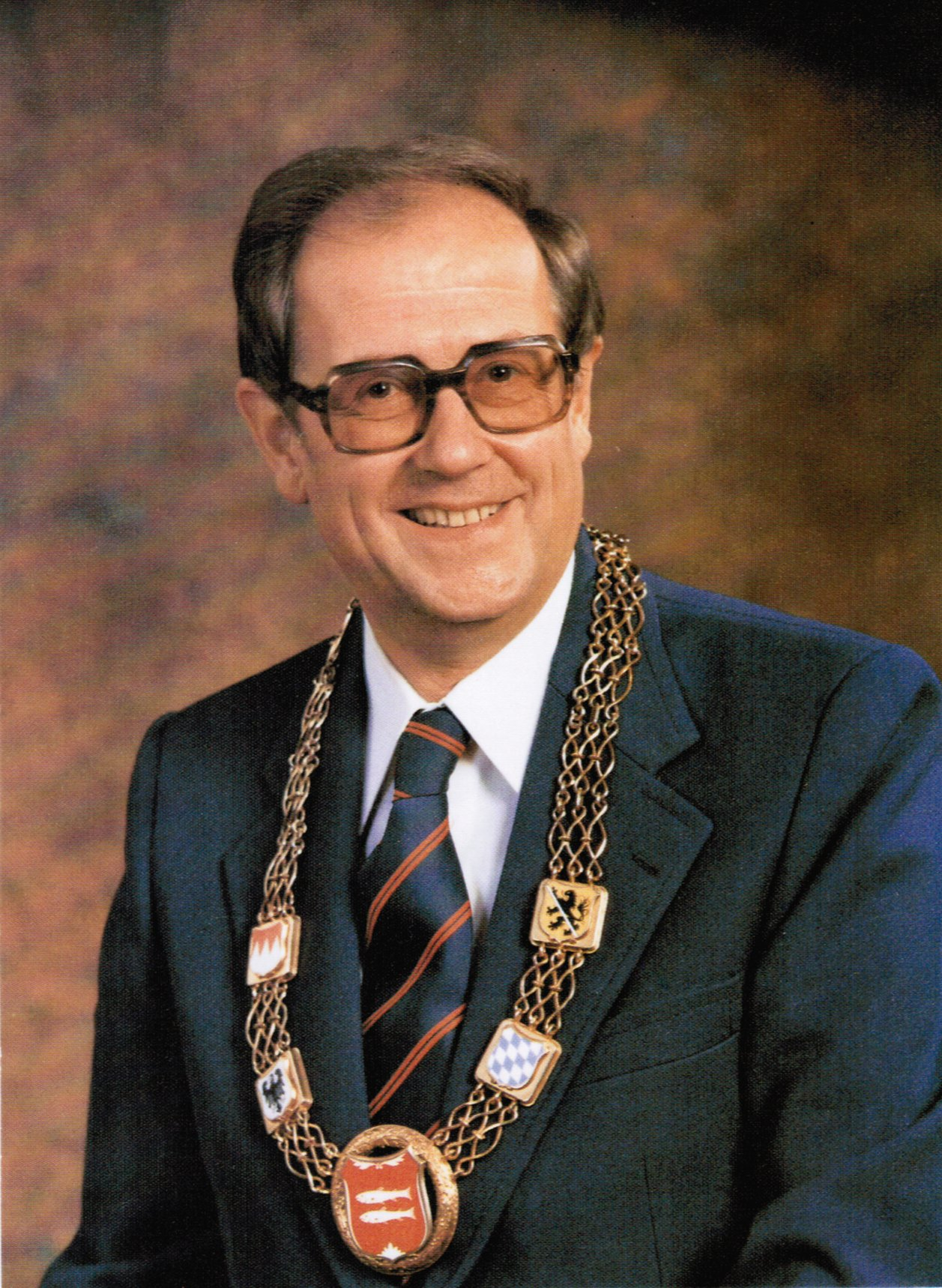
Karlheinz Ritter von Traitteur

Karlheinz Ritter von Traitteur, eigentlich Karl Heinrich Horst Ritter und Edler von Traitteur (* 27. März 1925 in Waldsassen; † 12. Dezember 2000 in Forchheim), war ein deutscher Kommunalpolitiker (CSU), unter anderem ab 1961 Oberbürgermeister von Forchheim in Oberfranken. Zu seinen Vorfahren gehörten etwa Johann Andreas Tratteur und Karl Theodor von Traitteur sowie Wilhelm Traitteur (alle ab 1790 Edle von Traitteur).

## Leben
Die Traitteurs entstammen einem Lothringischen Adelsgeschlecht und sind seit dem 17. Jahrhundert in Deutschland ansässig. Ritter von Traitteur wurde als zweiter Sohn 1925 im oberpfälzischen Waldsassen geboren, der Vater Karl Wilhelm Ritter und Edler von Traitteur war Notar, die Mutter Bertha Keusch Hauswirtschaftslehrerin. Die Eltern ließen ihn auf die Vornamen Karl Heinrich Horst taufen. Nachdem die Familie 1933 nach Bamberg umzog, absolvierte er dort auch seine Schulzeit. Er besuchte das humanistische Gymnasium in Bamberg. Von 1942 bis 1945 leistete er Kriegsdienst. Mit 18 Jahren war er Leutnant. Das Kriegsende erlebte er in amerikanischer Gefangenschaft. Traitteurs fünf Jahre älterer Bruder fiel im Zweiten Weltkrieg. Nach dem Krieg begann er mit dem Studium der Rechtswissenschaften an der Universität Erlangen. Nach dem Bestehen des 1. und 2. Staatsexamens war Traitteur von 1952 bis 1953 Referendar beim Amtsgericht Bamberg und der Regierung von Oberfranken in Bayreuth. Er wurde Regierungsrat. 1953 bis 1961 war Karl Heinrich bzw. Karlheinz von Traitteur dann als juristischer Staatsbeamter und Vertreter des Landrates am Landratsamt Forchheim tätig.
K. H. Ritter von Traitteur war nach dem Zweiten Weltkrieg Mitbegründer der CSU Bamberg. Seit 1953 dienstlich in Forchheim tätig, nominierte 1961 der CSU-Kreisverband Forchheim Stadt ihn als Kandidat zur Wahl des Oberbürgermeisters. Von 63 Stimmen erhielt Traitteur 56, bei 6 Enthaltungen und nur einer Gegenstimme. Am 28. April 1961 wählten die Forchheimer dann Karlheinz Ritter von Traitteur zum Oberbürgermeister. Am 9. Juni 1961 heiratete Karlheinz Ritter von Traitteur die spätere Politikerin Irmgard geborene Klein, aus Nürnberg, mit der er die Tochter Johanna Barbara hatte. Die kirchliche Trauung fand zehn Tage später auf der Fraueninsel im Chiemsee statt.
Durch seine Wiederwahl in den darauffolgenden Wahljahren kam er als Oberbürgermeister Forchheims bis 1990 auf eine Amtszeit von fast 30 Jahren.
Außerdem war Traitteur ein begeisterter Philatelist. Hieraus ergab sich die zweite große Leidenschaft Traitteurs, das Reisen nach Haiti. Karl H. Ritter und Edler von Traitteur starb am 12. Dezember 2000.
Außerdem gründete er die Ritter von Traitteur Mittelschule.
Er war seit 1948 Mitglied der katholischen Studentenverbindung KDStV Markomannia Würzburg.

## Politisches Wirken
In seiner Zeit als Oberbürgermeister von Forchheim war er von 1961 bis 1990 für Projekte und Entscheidungen verantwortlich, die die Entwicklung der Stadt positiv beeinflussten, wie z. B.:
- Weiterentwicklung des Städtischen Krankenhauses
- Ausbau der Kläranlage
- Einstieg in die Altstadtsanierung
- Bau der Tiefgarage Paradeplatz

Maßgeblich ist es ihm zu verdanken, dass Firma Siemens nach Forchheim kam.
Er war außerdem Vorsitzender eines Sparkassenbezirksverbandes und des Bayerischen Städtetages. Von 1980 bis 2000 war er Präsident der Philatelistischen Akademie Bayern und von 1984 bis 1990 1. Vorsitzender des Malteser Hilfsdienstes der Erzdiözese Bamberg. Bereits 1961 war er Gratial- und Devotionsritter des Souveränen Malteser-Ritterordens. Traitteur war von 1962 bis 1976 Mitglied des am 2. Dezember 1954 gegründeten Rotary Clubs Bamberg. Anschließend war er Gründungspräsident des am 7. Dezember 1976 gegründeten Rotaryclubs Forchheim.
Die Stadt ernannte ihn zu ihrem Ehrenbürger. Im Jahr 2002 wurde die Zentral-Volksschule Forchheim auf Beschluss des Stadtrates in Ritter-von-Traitteur-Volksschule umbenannt.

## Auszeichnungen
- Goldenes Ehrenzeichen vom Bund Deutscher Kriegsopfer
- Bundesverdienstkreuz am Bande
- Bundesverdienstkreuz 1. Klasse
- Goldener Ehrenring der Stadt Forchheim
- Kommunale Verdienstmedaille in Silber
- Oberfrankenmedaille
- Dr.-Eberle-Medaille in Gold
- Bayerischer Verdienstorden
- Ehrenbürger und Titel Altoberbürgermeister der Stadt Forchheim
- Ehrenbürger von Le Perreux sur Marne